# رنا جينومي فرعي

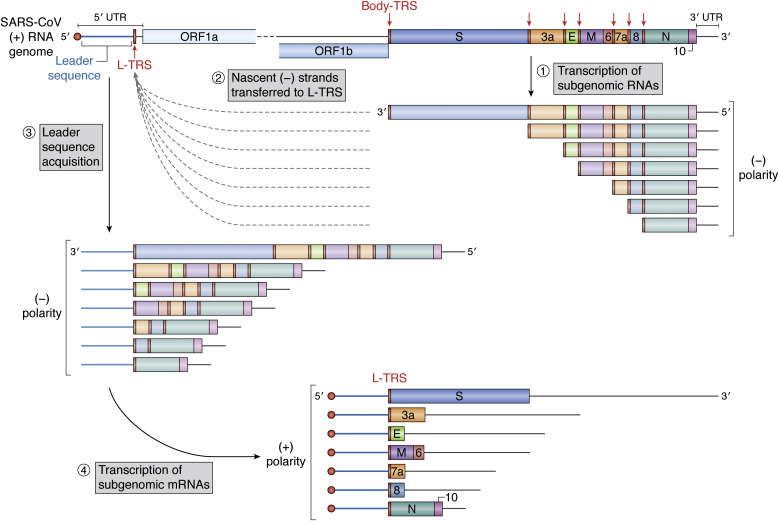
نموذج لتخليق الرنا الجينومي الفرعي لدى فيروسات كورونا.

الرنا الجينومي الفرعي أو الرنا الرسول الجينومي الفرعي هو رنا رسول غير كامل الطول ينتج من نسخ جزء من سلسلة الدنا أو الرنا التي هي جينوم فيروسٍ معين. يُنتَج هذا النوع من الرنا الرسول بشكل أساسي بواسطة فيروسات الرنا مفرد السلسلة موجبة الدلالة (المجموعة الخامسة من تصنيف بلتيمور). يبدأ النسخ لدى الفيروسات العشية في النهاية 3' من الجينوم ويستمر طولا معينا ثم «يقفز» بوليميراز الرنا المعتمد على الرنا نحو النهاية 5' مخلفا جزءا من الجينوم لا يقوم بنسخه ويكمل نسخ النهاية 5'. تسمح هذه الآلية بإنتاج رنا رسول بأطول مختلفة وتضمن التوازن المناسب في تخليق مختلف جزيئات الرنا الرسول خلال دورة حياة الفيروس.